# بوراک چاموغلو
بوراک چاموغلو (انگلیسی: Burak Çamoğlu؛ زادهٔ ۵ اکتبر ۱۹۹۶) بازیکن فوتبال اهل ترکیه است.
از باشگاه‌هایی که در آن بازی کرده‌است می‌توان به اشاره کرد.
وی همچنین در تیم‌های ملی فوتبال Turkey national under-17 football team، جوانان ترکیه، Turkey national under-19 football team، و زیر ۲۰ سال ترکیه بازی کرده‌است.